# Москва (песня Тимати)
«Москва» — песня российского хип-хоп-исполнителя Тимати при участии российского рэпера Guf, вышедшая 7 сентября 2019 года, посвящённая Дню города Москвы. Музыкальный видеоклип на песню собрал рекордные для российского YouTube 1,4 млн дизлайков, после чего клип был удалён артистом. Песня подверглась критике слушателей, которые сочли песню, вышедшую за день до выборов в Московскую городскую думу, агитацией, и обвинили артистов в продажности власти.

## Критика
7 сентября 2019 года на видеохостинге YouTube был опубликован музыкальный видеоклип Тимати при участии Guf на песню «Москва», который, со слов артистов, посвящался ко Дню города Москвы, отмечавшийся в этот день. Пользователи видеохостинга стали обвинять артистов в продажности и проплаченной агитации в преддверии выборов в Московскую городскую думу. В ответ на обвинения, Тимати заявил, что за эту работу ему никто не платил и что он безмерно уважает мэра Москвы Сергея Собянина и ему есть чем гордиться.
В особенности критике подверглись строчки «хлопну бургер за здоровье Собянина» и «не хожу на митинги и не втираю дичь», в связи с протестами в Москве с июля 2019 года, а также ряду уголовных дел по «Московскому делу».

### Реакция на критику
10 сентября Тимати в своём Instagram прокомментировал негативную критику клипа, сказав: «Шума вышло более чем. Вышел на рекорд. Только цели такой не было. Высказать своё личное мнение в достаточно острой форме, да в моём стиле. Разозлить такое количество людей, это ещё надо постараться. Но совсем не этого хотелось. Я понимаю что резонансное мнение часто воспринимается через призму негатива, как любое не популярное решение. Здесь перебор вышел. Я люблю свой город, и он сейчас для меня в лучшей форме за все 36 лет моей жизни, за что я безмерно благодарен тем, кто это реализовал — моё уважение !! Продолжать цеплять людей без повода не хочу, и без меня проблем у каждого хватает. Мне не нужен этот срач точно, поэтому, дорогие друзья: Удаляю это видео что бы не продолжать эту волну негатива. Цели обидеть кого-либо не было».
Guf опубликовал в Instagram видеообращение с извинениями, сказав: «Я ни копейки не получил с этого, клянусь. Я не знаю, получил ли Тиман что-нибудь с этого, у меня никаких доказательств нет… Развели меня, подставили», «Я вписался за это на полном энтузиазме. Мне сказали, что надо поздравить город с его днём, потому что мы москвичи, и это было бы неплохо», «Я реально извиняюсь перед вами и очень горд за ту молодёжь, которая у нас есть, разбирается в политике и ищет какое-то светлое будущее — я просто не в курсе, живу и радуюсь жизни сегодня». Он сказал, что шокирован потоком негатива, что он не следит за политической повесткой и не знал про «выборы мэра». В интервью для Ксении Собчак на шоу «Осторожно, Собчак!», Guf сказал: «Я, правда, даже не знаю, получил ли он что‑то с этого и был ли какой‑то госзаказ. Он мне потом сказал, что, где надо, это уже оценили. Я говорю, может быть, они мне какую-нибудь двушку на „Юго-Западной“ подгонят, а он говорит: „Так не делается“. Ну и как‑то мы сейчас особо не общаемся». Также, Guf заявил, что продолжит читать рэп про Москву, но сотрудничать с Тимати в дальнейшем не будет. Директор артиста Эдгар Кеосаян сообщил, что текст был написан Гуфом за один день.
Пользователи сети подвергли критике извинения Гуфа, поскольку, как говорил директор Гуфа, текст был написан Долматовым, а в песне упоминаются митинги и «дичь», которую, по мнению авторов, несут их участники. А поскольку митинги в последнее время были из-за выборов в Мосгордуму, подверглись сомнениям извинения Долматова в его незнании политической ситуации в Москве. Также, пользователи припомнили пост Гуфа в Instagram за 11 августа, в котором артист написал, что из-за поездки в Израиль пропустил митинги, и пост за 4 сентября, в котором была прикреплена фотография Тимати и Гуфа с подписью «Обсуждаем условия контракта». Пользователи сети посчитали, что под контрактом подразумевается совместная работа Гуфа с Тимати для песни «Москва», что в таком случае противоречит словам Гуфа, что клип и песня были записаны на бесплатной основе.
Музыкальный продюсер Иосиф Пригожин в беседе НСН поддержал музыкантов. По его словам, ситуация, в которой оказались рэперы, обычная провокация. Однако продюсер всё же упрекнул Тимати и Гуфа в неспособности отстаивать свои взгляды и призвал их не обращать внимания на критику.

## Музыкальный видеоклип
Музыкальный видеоклип на песню был опубликован на YouTube 7 сентября 2019 года. Клип начинается с появления Тимати и Guf в Москва-Сити, после чего в видео демонстрируются кадры Москвы с квадрокоптера. После многочисленной критики, клип был скрыт с общего доступа, сумев собрать свыше 5,2 млн просмотров и 1,4 млн дизлайков, став самым задизлайканным видеороликом в российском YouTube, побив рекорд рэпера Face с клипом «Я роняю запад». В июне 2020 года рекорд по дизлайкам был побит рэпером Моргенштерном с синглом «Пососи».
Пользователей YouTube возмутило то, что в клипе использовались кадры с квадрокоптера канала Timelab Pro, что многие посчитали за кражу видеоряда. Time Lab Production является компанией, которая, по информации на её сайте, проводит художественную аэросъёмку и продаёт готовые видеоматериалы. Журнал Maxim узнали у автора проекта Андрея Ефимова, что «Видео не ворованное. Оно полностью лицензированное. Мы сотрудничали на этом проекте. Тот клип не совсем полностью повторяет наше видео, некоторые кадры пересекаются. Остальные кадры из тех же съёмок. Посмотрите, там цветокоррекция одна и та же. Были досняты некоторые кадры, первые и последние кадры. Мы раньше работали с Тимати. У него возникла такая идея — поздравить город».